# مرافق العيادة

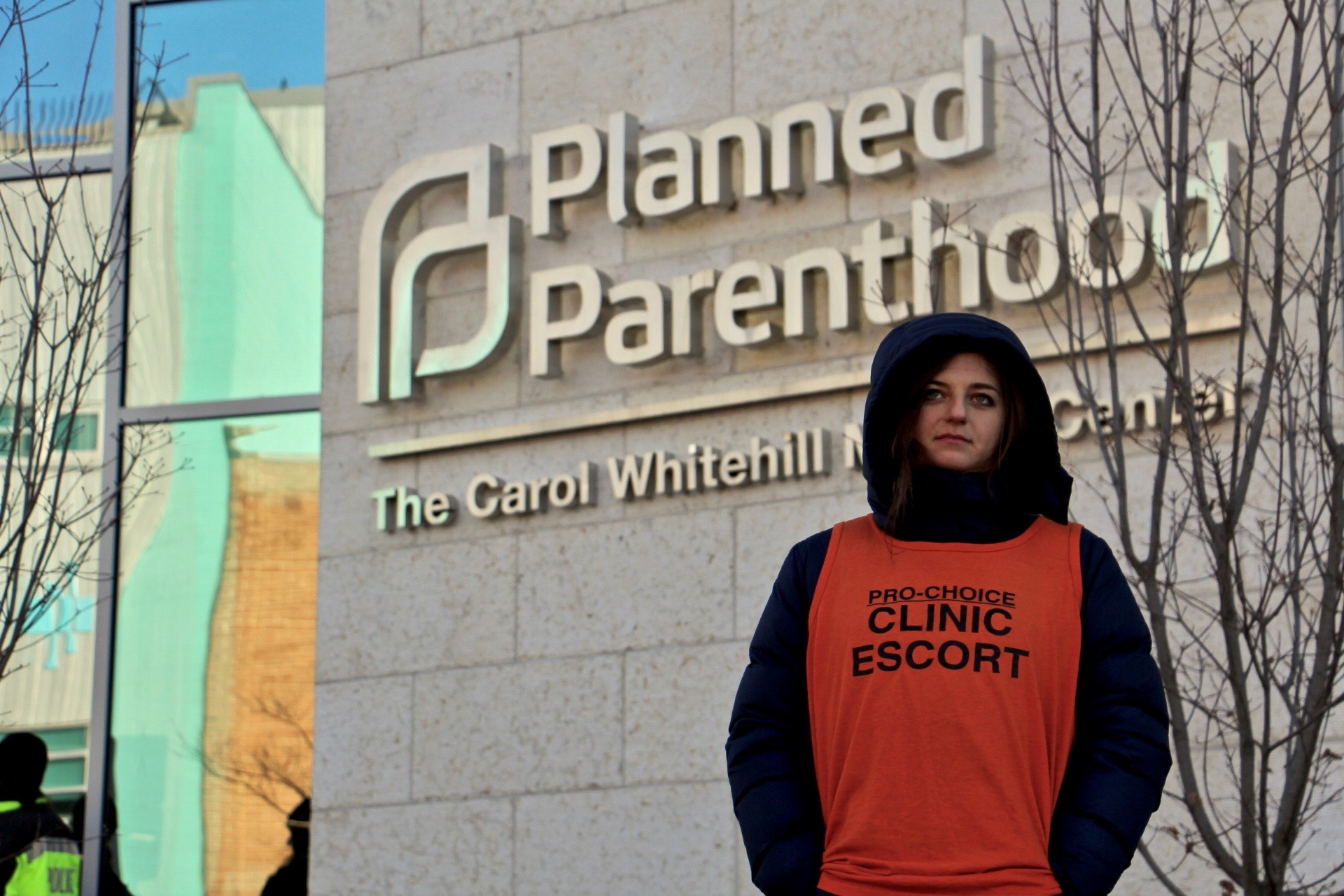
مرافق العيادة

مرافق العيادة هو شخص متطوع في عيادة الإجهاض للمساعدة في توجيه المرضى والموظفين داخل المبنى وخارجه، كما يعمل على حماية العملاء من الأخطار المحتملة في العيادة، كما يتحدث إلى المرضى بهدف تشتيت انتباهم عن الإزعاج المحتمل. يعمل مرافق العيادة على: رصد وتتبع والإبلاغ عن نشاط المتلقي، ضمان عدم قيام المتظاهرين بمنع دخول المريض/السيارة، تعمل كمرحب للضيوف؛ وتوجيه الزوار إلى الوجهة بسرعة وكفاءة، الاستعداد للرد مع عرض المرافقة حيث ـيجب أن يصل المريض سيرا على الأقدام، التفاعل مع المحتجين / الزائرين المعادين بطريقة هادئة وغير تصادمية في جميع الأوقات.
في بعض الأحيان، يرتدي المرافق في الولايات المتحدة سترات برتقالية تحمل اسم «مرافقة العيادة»
توفي أحد مرافقي العيادة كنتيجة للعنف المضاد للإجهاض. في 29 يونيو 1994، قُتل جيمس كاريت، الذي كان يرافق العيادة، بالرصاص، إلى جانب الطبيب جون بريتون، خارج عيادة في بينساكولا بولاية فلوريدا على يد القس السابق بول جينينجز هيل، والذي حكم عليه بالإعدام لاحقًا.